# Gyrodactylus elongatus
Gyrodactylus elongatus är en plattmaskart. Gyrodactylus elongatus ingår i släktet Gyrodactylus och familjen Gyrodactylidae. Inga underarter finns listade i Catalogue of Life.